# 디나가트털고슴도치
디나가트털고슴도치(Podogymnura aureospinula)는 고슴도치과에 속하는 포유류 속의 일종이다. ‘디나가트김누라’, ‘디나가트짐누라’ 등으로도 불린다. 필리핀의 토착종이다. 자연 서식지는 아열대 또는 열대 기후 지역의 건조림이다. 서식지 감소로 멸종 위협을 받고 있다.